# Запорожье-Каменское
Запорожье-Каменское (укр. Запоріжжя-Кам'янське) — железнодорожная грузопассажирская станция первого класса Днепровской дирекции Приднепровской железной дороги, которая находится в Пивденном районе города Каменское. Расположена между станциями Каменское-Пассажирское (4 км) и Сухачёвка (15 км).
На станции останавливаются пригородные электропоезда. Выполняются следующие коммерческие операции: приём и выдача грузов повагонными и мелкими отправками, загружаемых целыми вагонами, только на подъездных путях и местах необщего пользования, а также продажа билетов на все пассажирские поезда. Приём и выдача багажа не производятся.

## История

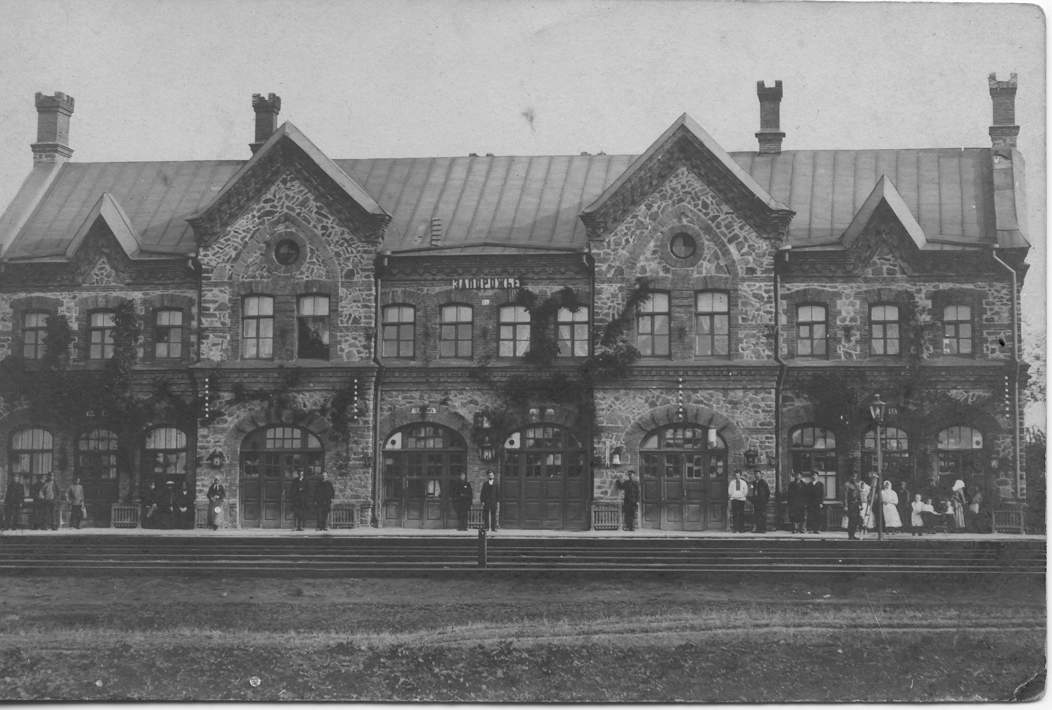
Железнодорожный вокзал станции Запорожье

Была построена в 1884 году как грузовая станция «Запорожье» при прокладке первого участка вновь построенной Екатерининской железной дороги и торжественно открыта 18 (30) мая 1884 года. В 1924 году была переименована в честь большевика Гавриила Баглея, рабочего-железнодорожника и комиссара Юго-Западной железной дороги (1919—1920). До 17 марта 2017 года носила название Баглей, и в соответствии с Законом «Об осуждение национал-социалистического (нацистского) и тоталитарного режимов, запрета пропаганды их символики», ей было возвращено историческое название — Запорожье-Каменское.
Адрес: улица Сичеславский шлях. Пересадка на трамвай № 2.

## Галерея

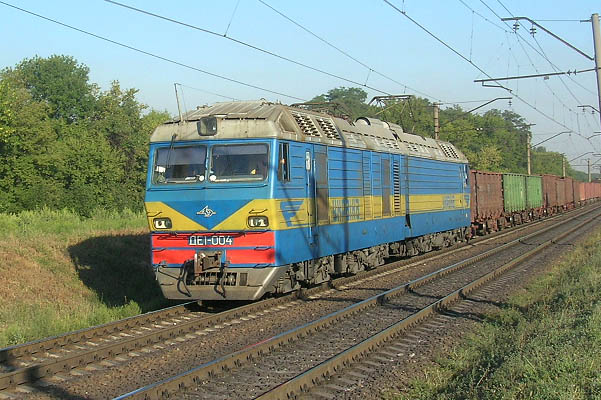
Товарный поезд близ станции Запорожье-Каменское
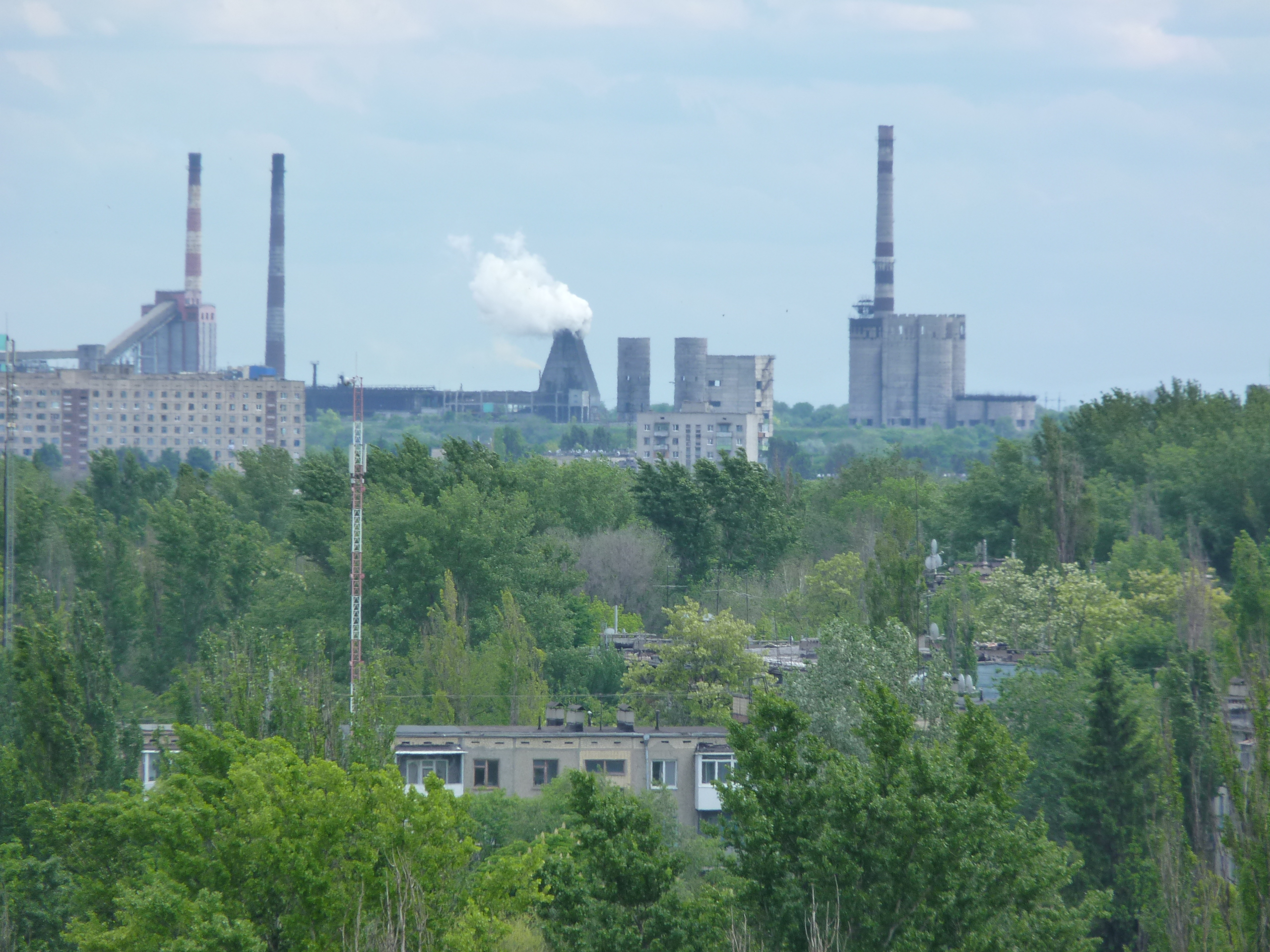
Вид на завод ЧАО «Евраз Южкокс», Пивденный район, город Каменское